# Carina Håkansson
Carina Håkansson (* 15. September 1969 als Carina Jerlov) ist eine ehemalige schwedische Fußballspielerin.

## Karriere

### Vereine
Håkansson kam im Seniorinnenbereich zuletzt in der Spielzeit 1992 für den in Göteborg ansässigen Göteborgs Atlet- & Idrottssällskap in der Damallsvenskan, der höchsten Spielklasse im schwedischen Frauenfußball zum Einsatz, bevor sie den Verein verließ.
Von 1993 bis 1995 war sie für den Ligakonkurrenten Jitex/JG93 aktiv, der als Jitex BK eine Fusion mit dem Lokalrivalen GAIS im Jahr 1993 eine Fusion eingegangen war; finanzielle Sorgen waren der Grund dafür.
Zur Spielzeit 1996 begab sie sich in den Göteborger Vorort Landvetter und schloss sich dem Spielklassenneuling Landvetter IF an, bei dem sie mit dem Ende der Spielzeit 1997 ihre Spielerkarriere beendete.

### Nationalmannschaft
Håkansson debütierte als Nationalspielerin in der U17-Nationalmannschaft, die am 26. September 1986 im Åråsen-Stadion von Lillestrøm das in Freundschaft ausgetragene Länderspiel gegen die U17-Nationalmannschaft Norwegens mit 2:0 gewann. In ihrem zweiten Länderspiel in dieser Altersklasse erzielte sie beim 3:0-Sieg über die U17-Nationalmannschaft der Niederlande am 18. Oktober 1986 in Hoogeveen (Provinz Drenthe) mit dem Treffer zur 1:0-Führung in der achten Minute ihr erstes Länderspieltor.
Ihr erstes von sechs Länderspielen für die A-Nationalmannschaft bestritt sie am 21. Mai 1997 in Falköping beim 2:0-Sieg in der ersten Begegnung mit der Nationalmannschaft Russlands. Auch im EM-Vorbereitungsspiel gegen die A-Nationalmannschaft der Niederlande am 11. Juni 1997 in Zeist wurde sie berücksichtigt. Dem Kader für die  Europameisterschaft – unter ihrem Ehenamen Håkansson – angehörig, kam sie einzig am 29. Juni 1997 in Karlstad im ersten Spiel der Gruppe A beim 2:1-Sieg über die Nationalmannschaft Russlands zu ihrem Turnierspiel.
Ihre letzten drei Länderspiele waren das Freundschaftsspiel am 6. August 1997 in Östersund bei der 0:1-Niederlage gegen die Nationalmannschaft Australiens und die (ersten) beiden Spiele der WM-Qualifikationsgruppe 1 in der Klasse A am 30. August und 28. September 1997 gegen die Nationalmannschaften Islands und der Ukraine die mit 3:2 und 3:1 gewonnen wurden.

## Erfolge
Nationalmannschaft
- Halbfinalist Europameisterschaft 1997

Jitex/JG93
- Zweiter Schwedische Meisterschaft 1993